# Polystichum volkensii
Polystichum volkensii är en träjonväxtart som först beskrevs av Georg Hans Emmo Wolfgang Hieronymus, och fick sitt nu gällande namn av Carl Frederik Albert Christensen. Polystichum volkensii ingår i släktet Polystichum och familjen Dryopteridaceae. Inga underarter finns listade.